# 이리시

이리시의 기

이리시(裡里市)는 대한민국 전라북도의 옛 행정 구역이다.
원래 전주부 옥야현(沃野縣) 지역인데, 1906년 전주에서 분리되어 익산군에 편입되었다. 1911년 익산군청이 금마면으로부터 남일면으로 이전하였고, 1912년 호남선과 군산선이 개통되어 이리역이 문을 열었다. 1914년 면제 개편으로 과거 옥야현에 속했던 남일면, 동일면이 익산면(益山面)으로, 남이면, 서일면이 오산면으로, 북일면은 그대로 북일면이 되었다.
1931년 익산면이 익산읍(益山邑)으로 승격되었다가, 다시 이리읍(裡里邑)으로 개칭되었다. 1947년 이리읍이 이리부(裡里府)로 승격됨에 따라 익산군에서 분리되었으며, 1949년 이리시로 개칭되었다.
1995년 이리시와 익산군이 도농통합을 하면서 익산시로 개칭되었다.

## 같이 보기
- 익산시
- 익산군(이리시의 전신이자 이리읍으로 존속되었을 때의 행정구역으로 1995년 익산시로 통합되어 폐지)